# Ситівка (птах)
Ситівка (Teretistris) — рід горобцеподібних птахів монотипової родини Teretistridae. Містить 2 види.

## Таксономія
Раніше рід відносили до родини піснярових (Parulidae). Аналіз мітохондріальної ДНК у 2002 році показав, що рід не належить до родини, а дослідження, яке опубліковане в 2013 році, показали, що найближчим родичем є коронник-куцохвіст (Zeledonia) і, хоча автори дослідження рекомендували розділити їх у монотипові родини, у 3 виданні «Повного переліку птахів світу Говарда і Мура» обидва роди виділені у родину Zeledoniidae. У 2017 році рід Teretistris все ж таки виокремлено у родину Teretistridae.

## Поширення
Обидва види ситівки є ендеміками Куби — ситівка жовтоголова поширена на заході країни, ситівка сіроголова — на сході.

## Види
- Ситівка жовтоголова (Teretistris fernandinae)
- Ситівка сіроголова (Teretistris fornsi)